# Историјске руже
Историјске руже (старе баштенске руже) чине све сортне руже које су постојале пре синтезе прве модерне чајнохибридне сорте 'La France' 1867. године. У суштини, историјске руже европског или медитеранског порекла су дрвенасти жбунови са листовима који су по правилу веома отпорни на болести, миришљавих цветова који кратко трају и јављају се једном годишње; дупли су, миришљави и у нијансама беле, розе и црвено-румене. Цветови се јављају на прошлогодишњим изданцима. Интродукцијом кинеских и чајних ружа из источне Азије око 1800. године створена је нова група историјских ружа које цветају на овогодишњим изданцима, често од пролећа до јесени. Већина историјских ружа сврстане су у једну од следећих група:

## Кинеске руже - China (China hybrid)
Настале много пре интродукције у Европу (18. век). Има индикација да су старе неколико хиљада година. У Европу (Данска) је 1752. године прво унета сорта ‘Old Blush‘ кинеске руже Rosa chinensis var. semperflorens (Curtis) Koehne. Ова и још 3 сорте (‘Hume's Blush‘, ’Tea-Scented China' и  'Parks') су потпуно измениле дотадашње европске руже. Најважнија њихова особина је веома дуго цветање (два и више пута годишње). Такође су донеле свој свеж мирис различит од тешких мириса тадашњих варијетета. R. chinensis var. semperflorens дала је јасну црвену боју за савремене култиваре (до тада црвене сорте имале су извесну дозу љубичастих нијанси).
Познатији представници групе су:
'Camellia Rose' Jean Laffay, пре 1830,
'Hermosa' Marcheseau, 1840,
'Irene Watts' Guillot, 1896,
'Paul Ricault' Portener, 1845.

## Руже галике - Gallica
Као најстарија група европских ружа омиљена је код узгајивача историјских ружа. Треба, међутим, знати да класа јесте стара, али не и данас гајене сорте. 'Rosa Mundi' или R. gallica 'Versicolor' је најстарија 1650. Rosa gallica L. је аутохтона на Блиском истоку, и јужној Европи. Природни варијетети имају бео или ружичаст цвет, прост или дупли. Због употребе у медицини биле су значајне у средњем веку. Rosa gallica var. officinalis Thory била је позната као апотекарска ружа. Асоцира на средњи век данас помало бизарним бојама.
Познатији представници групе су:
'Camaieux' Vibert, 1830,
'Charles de Mills' ?, око 1790,
'Duchesse de Montebello' Laffay, 1829,
'Gloire de France' Hardy, 1818,
'President de Sege' Hebert, 1836,
'Rosa Mundi' ?, 1650,
'Tricolore de Handre' Van Houtte, 1846,
'Tuscany Superb' Paul, 1848.

## Руже дамасцене - Damascena
Стара група са првим записима из 1500. (Италија). Вероватно су много старије (бар као  група Gallica). Име указује на порекло. Обично су високи жбунови са отвореним хабитусом који са лучно повијеним гранама делује запуштено. Цветови су бели или ружичасти цветају лети. Група је настала укрштањем R. gallica и неких дивљих пузавица (могуће R. phoenicea Boiss.) Вековима се гаје за екстракцију ружиног уља.
Познатији представници групе су:
'Blush Damask' ?, 1759,
'Botzaris' ?, 1856,
'Ispahan' Средњи исток, 1832,
'Kazanlik' Бугарска, пре 1612,
Rosa × damascena Herrm. var. trigintipetala (Dieck) Koehne Средњи исток (природни таксон),
'La Ville de Bruxelles' Vibert, 1849,
'Leda' ?, 1827,
'Marie Louise' из врта Malmaison, 1813,
'Rose de Recht' Nancy Lindsay, 1940.

## Руже центифолије - Centifolia (Provence)
Познате и као cabbage roses, провансанске или холандске руже  (руже са сто латица). Cabbage (купус) нема везе са величином већ са високим центром (изнад прашника). Прованса и Холандија се отимају о могуће порекло, а centifolia значи столисна (мада латица може бити и више). Поуздано се за њих зна од 1550. (Холандија) мада се доводе у везу са описима из древне Грчке и Рима о ружама са сто латица. По изгледу су између дамасцена и галика (усправније и дужих дршки од галика и компактније од дамасцена. Спољне латице су више од центра.
Познатији представници групе су:
Rosa × centifolia L. NL око 1600,
'Juno' ?, 1832,
'Fantin Latour' Енглеска, око 1850,
'Petite de Hollande' Холандија, око 1800.

## Маховинасте руже - Moss
Настале од центифолија као спорт око 1700. год модификацијом длачица. Интересантне су док су у пупољку јер се са расцветавањем маховинаст изглед губи из вида. Цветају лети.
Познатији представници групе су:
'Capitaine Basroger' Moreau-Robert, 1890 и
'James Michell' Verdier, 1861.

## Бурбонске руже - Bourbon
Класа значајна за 19. век као карика од старих ка новим ружама. Тамни листови европских ружа преко бурбона су добиле сјај и светлије нијансе од врста са истока, а латице су постале веће, раздвојеније и нежније - прозирније. Откривене су на Реуниону (острву у Индијском океану). Семе хибрида кинеске руже и дамасцене послато је у Француску 1819. и врло брзо настала је група бурбонских ружа. Представљају претходницу ремонтантних ружа. На локалитетима са израженим пролећним мразевима летње цветање обично није обилно, али зато у јесен обилно цвета.
Познатији представници групе су:
'Bourbon Queen' Mauget, 1834,
'La Reine Victoria' Schwartz, 1872,
'Louise Odier' Margottin, 1851,
'Mme Isaac Periere' Garcon, 1881,
'Mme Lauriol de Barny' Troullard, 1868,
'Mme Pierre Oger' Vardier, 1878,
'Variegata di Bologna' Bonfiglioli, 1909.

## Ремонтантне руже - Remontant (Hybrid Perpetual)
Настале су од бурбонских и мање познатих типова ружа. Почињу да се јављају око 1830. са измешаним особинама, и само једном заједничком - продуженим цветањем. Током 19. века укрштане су са чајним ружама (Tea) и на тај начин добијене су Tea hybridae 1867. До краја века remontant (hybrid perpetual) су потпуно елиминисане. Карактеристичне су за викторијанску Енглеску.
Познатији представници групе су:
'Artoisee de Lyon' Damaizin, 1858,
'Arthur de Sensal' Sc Cochet, 1855,
'Baron Girard de l ‘Ain' Reverchon, 1897,
'Baronne Prevost' Desprez, 1842,
'Black Prince' W. Paul,  1866,
'Charles Lefebure' Lacharme, 1861,
'Duke of Wellington' Granger, 1864,
'Eclair' Lacharme, 1883,
'Eugene Furst' Soupert & Notting, 1875,
'Ferdinand Pichard' Tanne, 1921,
'Gloire de Ducher' Ducher, 1865,
'Mrs John Laing' Bennett, 1887,
'Reine des Violettes' Millet-Malet, 1860,
'Rose du Roi' Lelieur/Souchet, 1815,
'John Hooper' Ward, 1862.

## Руже албе - Alba Rosae
Усправне жбунасте руже са лепим сивозеленим листовима и бојом цветова ограниченом на белу до светлоружичасте. Цветају само једном лети. Цвет миришљав. Врло су старе једна од најстаријих група непознатог порекла. Отпорне су на чађаву краставост и заузимају знатну површину и висину до 2 m. Претпоставка је да су настале укрштањем дамасцена и канина врло давно (стари век).
Овој групи припада:
'Konigin von Danemark' Booth, 1816,
а 'Madame Hardy' Hardy, 1832 је хибрид Damascena x Alba.

## Портланд руже - Portland
Ова група белих, ружичастих или љубичастих ружа са поновљеним цветањем представља резултат укрштања галгика, дамасцена, центифолија и кинеских ружа.
Познатији представници групе су:
'Camte de Chambord' Noreau-Robert, 1863,
'Indigo' Laffay, 1830,
'Marbree' Robert and Moreau, 1858.

## Чајне руже, чајевке - Tea
Првобитно назване "руже са мирисом чаја" (Rosa × odorata (Andrews) Sweet) су оријенталне сорте за које се мислило да су хибриди између Rosa chinensis и Rosa gigantea, крупних азијских пузавица са бледожутим цветовима. Одмах после интродукције у Европу почетком 19. века оплемењивачи су радили са њима, посебно у Француској, укрштајући их са кинеским ружама, а затим са бурбонским и ноисет ружама. Чајне руже имају поновљено цветање, а назване су по свом мирису који подсећа на кинески црни чај (мада то није увек случај). Палета боја садржи пастелне нијансе беле, розе, боје кајсије и жуте (што је била новост за оно време). Појединачни цветови многих сорти су висећи и опуштени, због слабих цветних дршки. Типични зашиљени пупољци чајевки дају цветове високог центра који су увијени у спиралу, а латице им се повијају ободом надоле и зашиљене су на врху; чајевке су тако постале зачетници онога што се данас назива класични облик руже. Као и кинеске руже, чајне руже нису отпорне према ниским температурама. 
Познатији представници групе су: 
'Lady Hillingdon' Lowe & Shawyer, 1910, 
'Maman Cochet' Scipion Cochet, 1892,
'Duchesse de Brabant' H.B. Bernède, 1857,
'Mrs. Foley Hobbs' Alexander Dickson II, 1910.

## Остале историјске руже
Групе жбунастих сорти:
Noisette, Hybrid Musk, Hybrid Rugosa, Bermuda "Mystery" Roses, Scots, Sweet Brier
Групе пузавица:
Ayrshire, Climbing China, Laevigata, Sempervirens, Boursault, Climbing Tea, Climbing Bourbon